# リュウキュウイノモトソウ
リュウキュウイノモトソウ Pteris ryukyuensis Tagawa は、イノモトソウ科のシダ植物。イノモトソウに似て、小柄で主軸に翼がない。

## 特徴
常緑性の草本。根茎は短くて斜めに立ち、鱗片がある。鱗片は小さくて幅が狭く、色は黒褐色。
葉には明確な2形がある。いずれも葉柄は藁色から褐色で、根本へゆくほど色濃くなり、基部は暗色、やや光沢があり、基部には鱗片がある。胞子葉は全体で長さ30cmほどで、葉柄が葉身より遙かに長い。葉身は単羽状だが、側羽片は1対か2対しかない。側羽片の幅は3-5mmで、最下の羽片は分枝を持つこともある。胞子嚢群は葉身のほぼ全体に渡ってその縁に付く。
栄養葉は胞子葉の半分程度の長さで、葉身は側羽片を1対しか持たないことが多いが、側羽片が分枝を持つこともある。また5出複葉や、更に最下の側羽片が基部で分枝して7出状となることもある。羽片の幅は1-1.5cmとやや幅広い。頂羽片は側羽片の2倍以上に長く、先端は尖らず、縁には不規則な鋸歯がある。

## 分布と生育環境
鹿児島県南部から琉球列島にかけて見られ、国外では台湾とフィリピンからも報告されている。鹿児島県南部では稀だが、沖縄ではごく普通種。
道ばたの石垣や土手、石灰岩の隙間などに出現する。沖縄ではごく普通に見られる。村落や墓地などにも普通に見られるので、沖縄でごく身近なシダである。

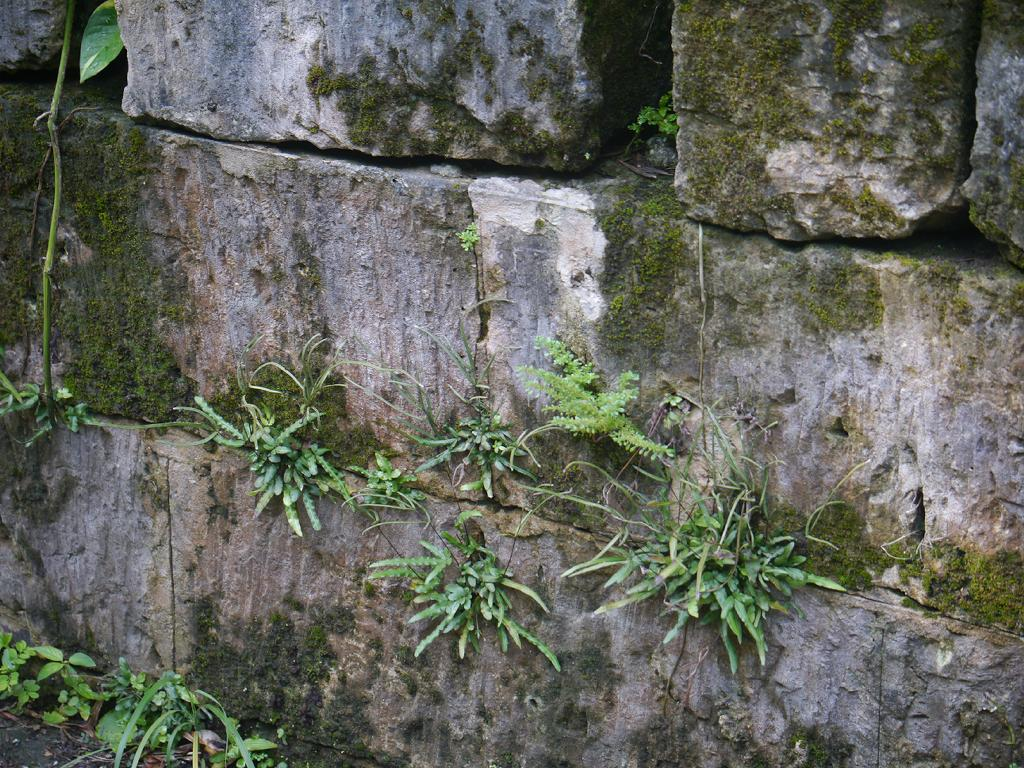
石垣に生育している状況
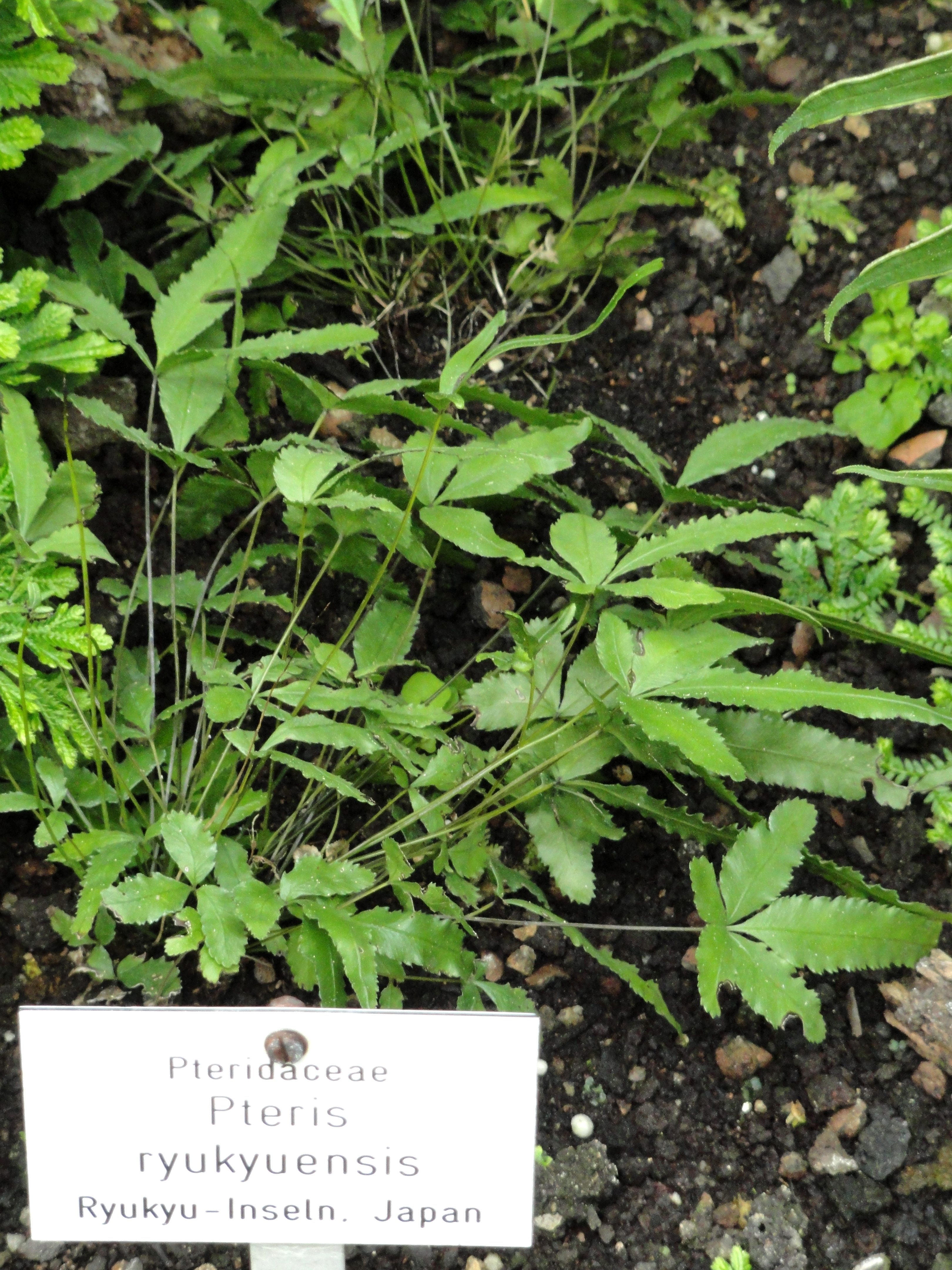
栄養葉

## 近似種など
イノモトソウ属には日本に20種以上があり、その姿は多様である。本種によく似た普通種にイノモトソウがある。よく似ているが、本種はより小柄でこぢんまりとしている。明確な違いとしては、側羽片の葉身が主軸に流れて翼を形成することであるが、ほかにイノモトソウでは栄養葉が明確な羽状複葉になり、側羽片は2-3対あること、その側羽片の幅が1cmほどとより細いことが挙げられる。この種は琉球列島まで分布するが、その数はごく少ない。
時にイノモトソウと混生し、雑種を作ることもある。イブスキイノモトソウ P. ×namegatae と呼ばれ、鹿児島県、沖縄県から報告がある。